# USS Hartford (SSN-768)
USS Hartford (SSN-768) — многоцелевая атомная подводная лодка типа «Лос-Анджелес», второй корабль ВМС США, названный в честь города Хартфорд, штат Коннектикут, 57-я АПЛ типа «Лос-Анджелес». Была спущена на воду на верфи General Dynamics Electric Boat в Гротоне, штат Коннектикут 4 декабря 1993 года, окрещена миссис Лаурой О’Кифи; введена в строй 10 декабря 1994 года, командир — коммандер Джордж Кастен.

## История
По состоянию на 2009 год лодка входит в состав 5-го флота США.

### Инцидент у берегов Сардинии

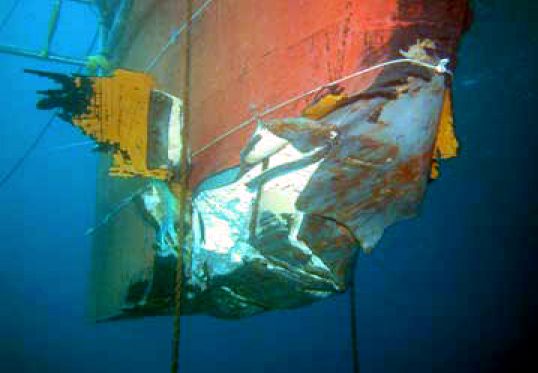
Повреждения руля субмарины после её посадки на мель

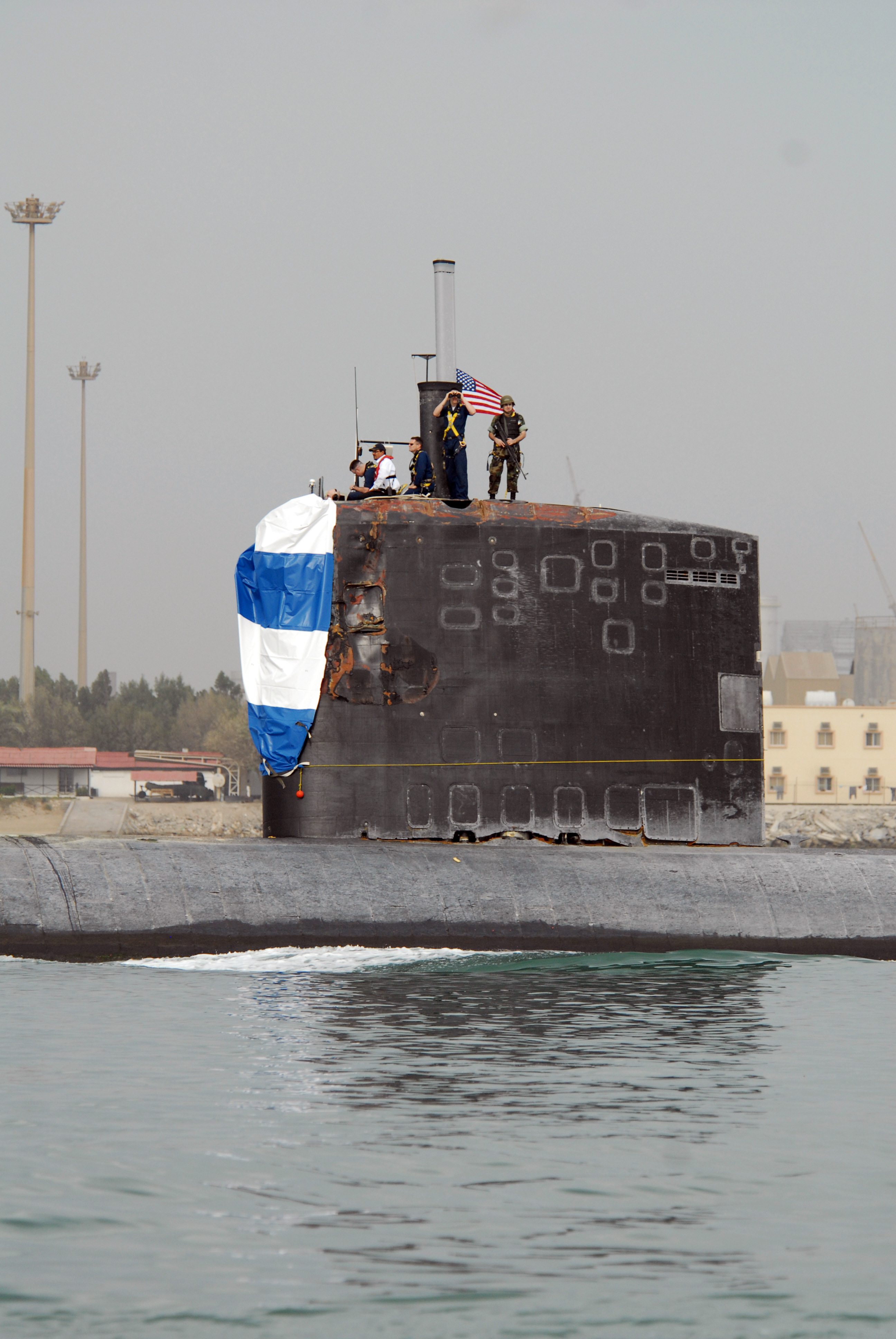
Повреждённая SSN 768, 21 марта 2009

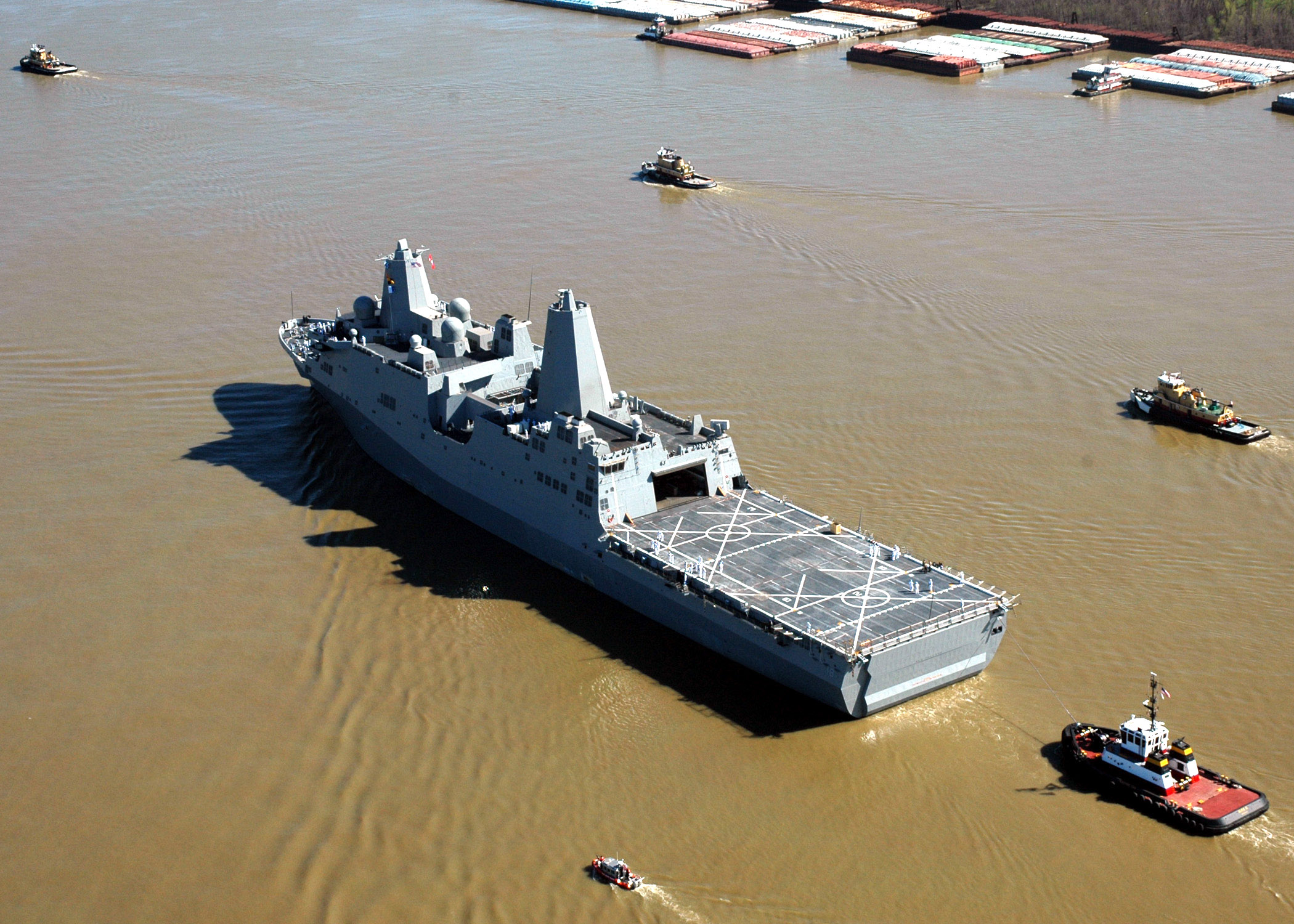
Десантный корабль «USS New Orleans»

25 октября 2003 года атомная подводная лодка «USS Hartford» наскочила на мель близ Ла-Маддалены, Сардиния, существенно повредив рули, гидролокатор и иное оборудование.

### Столкновение в Ормузском проливе
Ночью 20 марта 2009 года в Ормузском проливе находящаяся в подводном положении американская субмарина «USS Hartford» столкнулась с десантно-вертолетным транспорт-доком «USS New Orleans» (LPD-18). Оба корабля двигались в одном направлении. 15 членов экипажа субмарины получили лёгкие ранения и после оказания им первой помощи все вернулись к службе. Столкновение пришлось на ограждение выдвижных устройств, энергетическая установка лодки не затронута. Оба корабля сохранили ход, хотя у десантного корабля пробит топливный резервуар и произошла утечка 25000 галлонов дизельного топлива. Это столкновение на одном из наиболее оживлённых маршрутов нефтяных танкеров вызвало рост цен на нефть до $52 за баррель.
Командовавший лодкой во время столкновения коммандер Райан Брукхарт был отстранён от должности до завершения расследования инцидента. 14 апреля 2009 отстранение стало постоянным, с формулировкой «в связи с утратой доверия командования к способностям офицера». В должность вступил коммандер Крис Харкинс, заместитель командующего 8-м дивизионом подводных лодок (Subron 8).
В тот же день лодка своим ходом отправилась в базу Сан-Диего для ремонта. USS New Orleans встал в сухой док в Бахрейне. Коммандер Брукхарт был временно откомандирован в распоряжение штаба 54-го соединения (TF-54) в Бахрейн.
23 мая 2009 в базе Нью-Лондон в командование лодкой официально вступил коммандер Роберт Данн (англ. Robert Dunn), сменив коммандера Харкинса. Коммандер Харкинс вернулся к должности заместителя командующего 8-м дивизионом.

### Инцидент в Арктике и неточности в СМИ
Как сообщили многие СМИ в России, 22 марта 2018 года, атомная многоцелевая субмарина USS Hartford (SSN 768) типа «Лос-Анджелес», которая планировалась для задействования в учениях ICEX-2018, «застряла» во льдах Арктики. На самом деле, официальные источники сообщали о том, что подлодка «пробила лёд»: Los Angeles-class fast-attack submarine USS Hartford (SSN 768) breaks through the ice during Ice Exercise (ICEX) 2018. #ICEX 2018 is a 5-week exercise for the @USNavy to assess its operational readiness and advance its understanding of the Arctic.
На видео канала CNN видно, что сначала пробила лёд только рубка подлодки. Затем (2:27 на этом видео) видно, что лодка смогла без проблем полностью всплыть, вскрыв лед Арктики.